# Joseph Karl Stieler
Joseph Karl Stieler (Mainz, 1 de novembro de 1781 – Munique, 9 de abril de 1858) foi um pintor alemão. De uma família de gravuristas, Stieler recebeu alguma formação artística de seu pai, August Friedrich Stieler (1736-1789). Iniciou sua carreira como um pintor de miniaturas.
Seu estilo de retrato foi especialmente moldado durante seu trabalho do ateliê parisiense de François Gérard, um estudante de Jacques-Louis David. 
Em 1808, Stieler se estabeleceu como um retratista independente em Frankfurt am Main. Viajou pela Itália em 1810. Em 1816, viajou para Viena no intuito de pintar o retrato do imperador Francisco I da Áustria. Entre Fevereiro e Abril de 1820, Stieler trabalhou no retrato de Beethoven, o que provavelmente é a representação mais conhecida do compositor hoje.
Apesar de Stieler ter trabalhado principalmente à serviço da corte do Reino da Baviera, também pintou retratos de Goethe, Amalia de Oldenburg, Friedrich Wilhelm Joseph von Schelling, Johann Ludwig Tieck e Alexander von Humboldt.

## Biografia
Nascido na cidade de Mainz numa família de coveiros, Stieler recebeu certo treinamento artístico de seu pai, August Friederich Stieler. 
Após a morte prematura de seu pai, Joseh Karl completou seu aprendizado como autodidata e começou sua carreira como um pintor de miniaturas, as quais se popularizavam entre os círculos burgueses da época.
Depois de Mainz ter sido ocupada pelas tropas revolucionárias francesas em 1792, Stieler seguiu a corte exilada do príncipe e arcebispo Friederich Karl Joseph von Erthal para Aschaffenburg. Na cidade, Stieler conheceu o arcebispo Karl Theodor Anton Maria von Dalberg, que se tornou seu patrão e patrocinador mais importante.
De 1802 a 1805, ele atendeu as aulas de Heinrich Füger na Academia de Artes de Viena. O estilo de retratar de Stieler foi tomando mais forma durante seu trabalho no ateliê parisiense de François Gérard, um estudante de Jacques-Louis David. Em 1808, ele se estabeleceu como um retratista independente na cidade de Frankfurt e, em 1810, viajou pela Itália. A partir de 1812 ele trabalhou na corte do rei Maximiliano I José da Bavária.
Em 1816, Stieler novamente viajou para Viena para pintar um retrato do imperador Francisco I da Áustria. Entre fevereiro e abril de 1820, o pintor alemão trabalhou em seu famoso retrato de Ludwig van Beethoven.Em 1847, Stieler também pintou o retrato de Lola Montez, que se envolveu com o rei Luís I da Bavária, causando a abdicação do monarca no ano seguinte.
Stieler se aposentou em 1855 para viver em sua terra natal, Tegernsee. Ele morreu em Munique três anos depois. Seu filho, Karl Stieler, se tornou um escritor conhecido.

## Principais obras

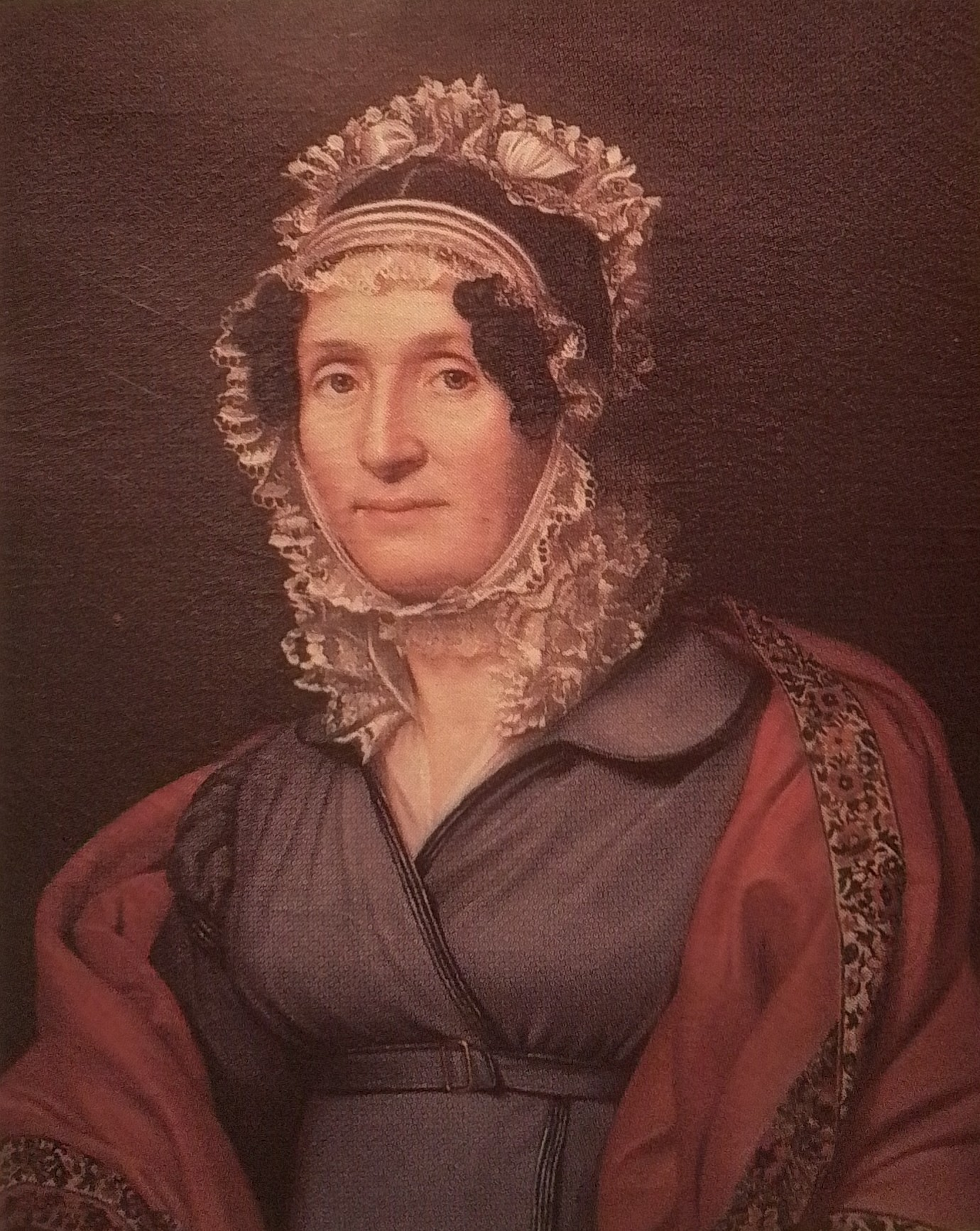
Maria Letícia Ramolino (1811)
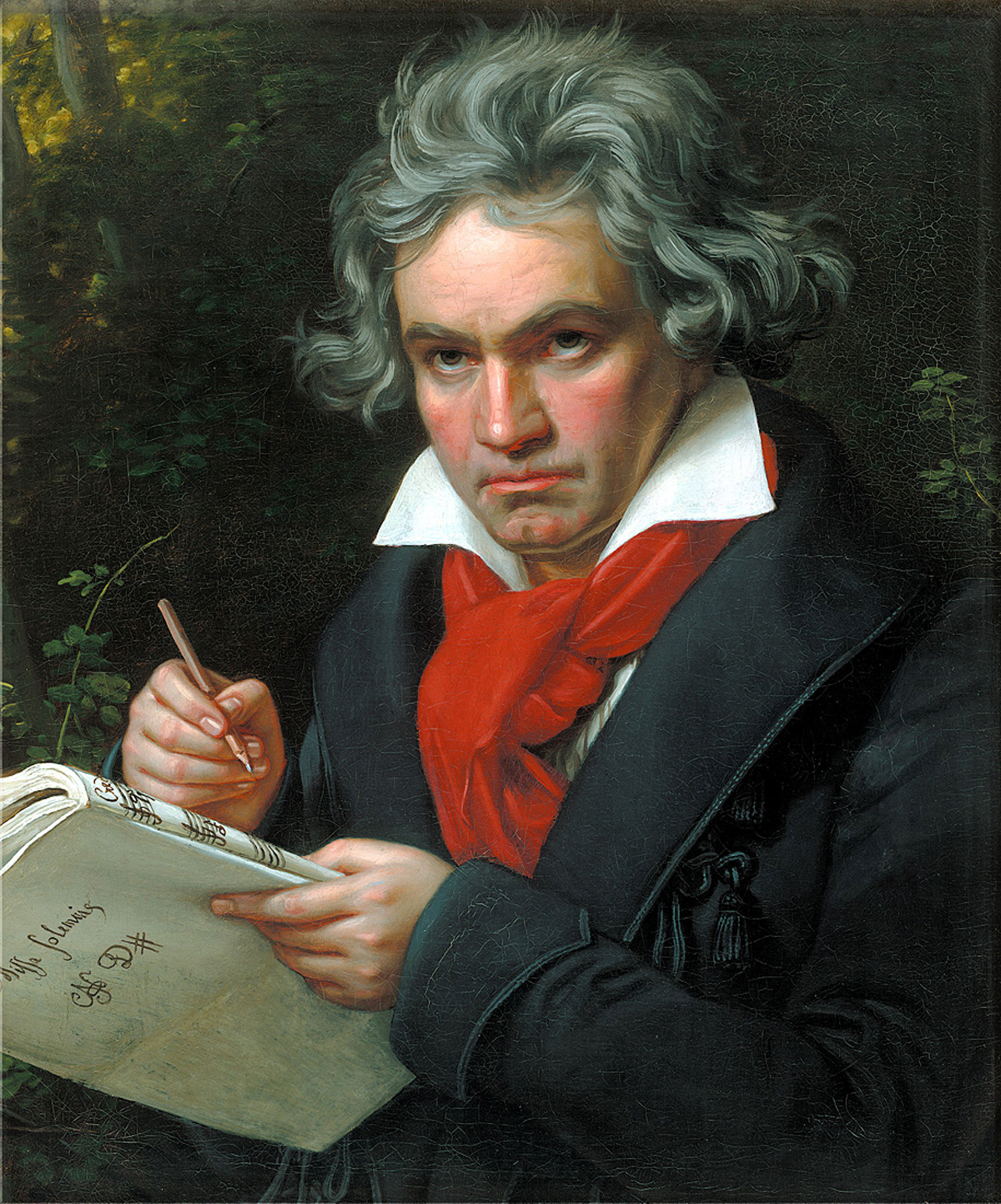
Beethoven (1820)
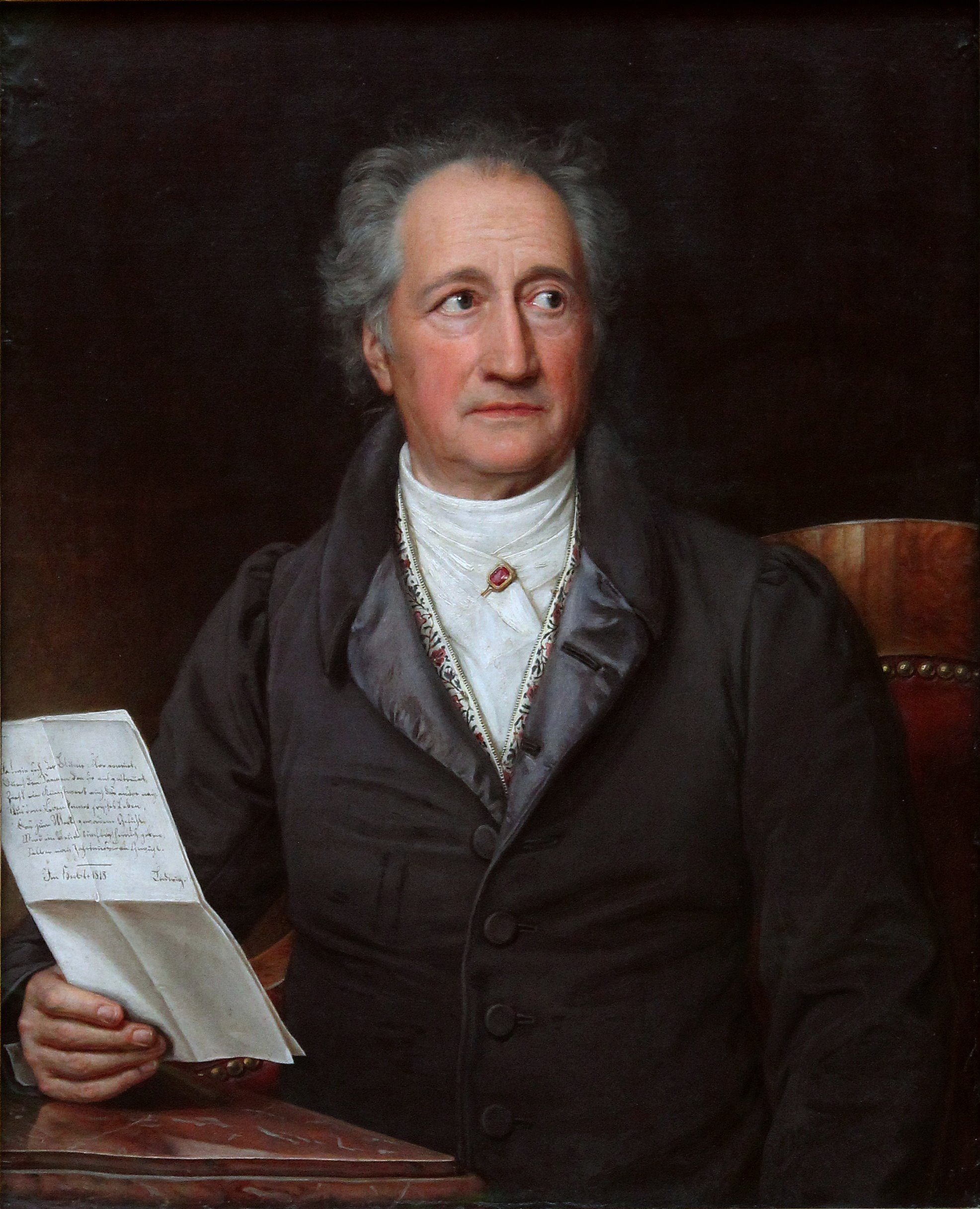
Goethe (1828)
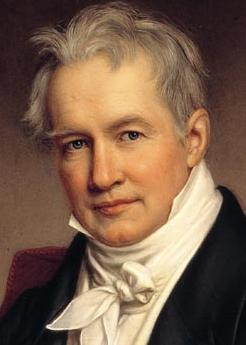
Humboldt (1843)
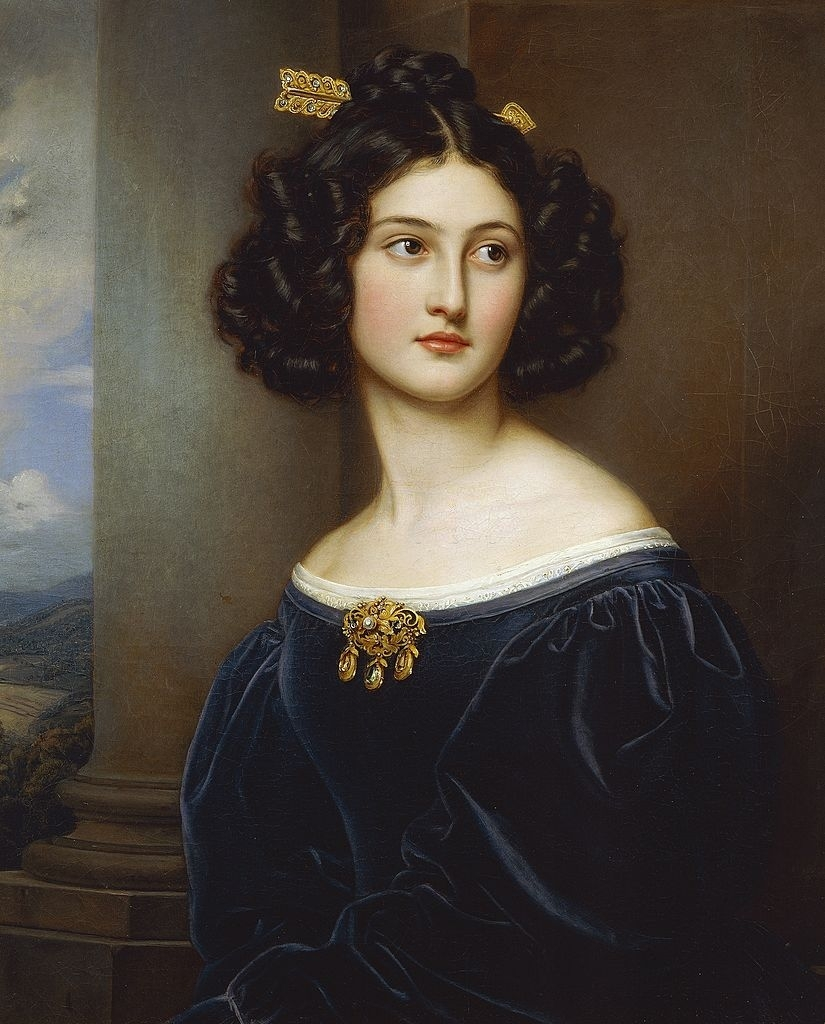
Nanette Kaula (1829)